# ایستگاه مرکزی روتردام
ایستگاه مرکزی روتردام (انگلیسی: Rotterdam Centraal station) یک ایستگاه قطار در شهر روتردام، هلند است.
این ایستگاه در سال ۱۸۴۷ تأسیس شده و ساختمان فعلی آن در سال ۲۰۱۴ به بهره‌برداری رسیده است، ایستگاه روتردام جزئی از خط آمستردام-روتردام، اچ‌اس‌ال-زاید، راه‌آهن اوترخت-روتردام، راه‌آهن بردا-روتردام و یورواستار متصل است.

## نگارخانه

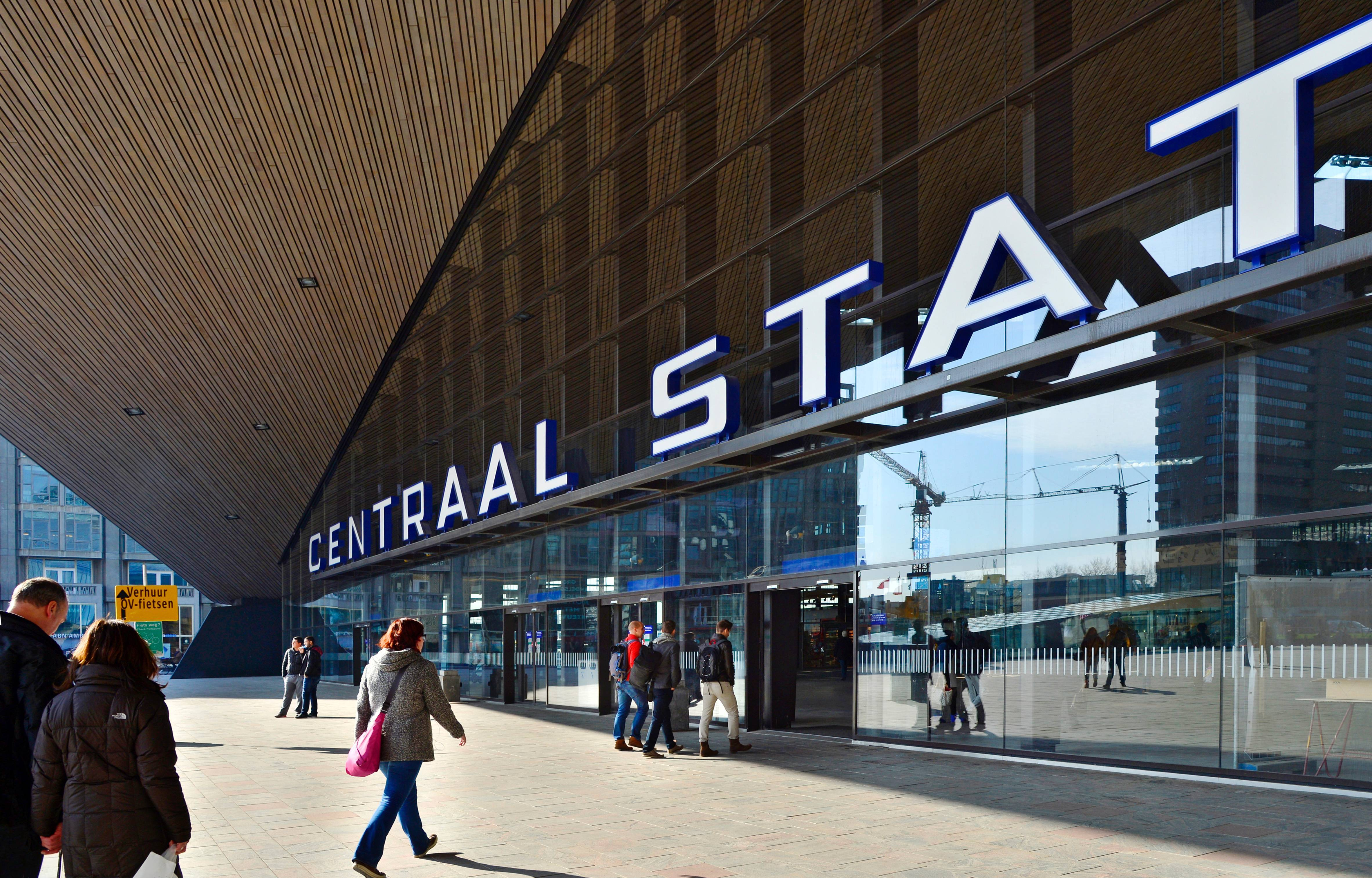
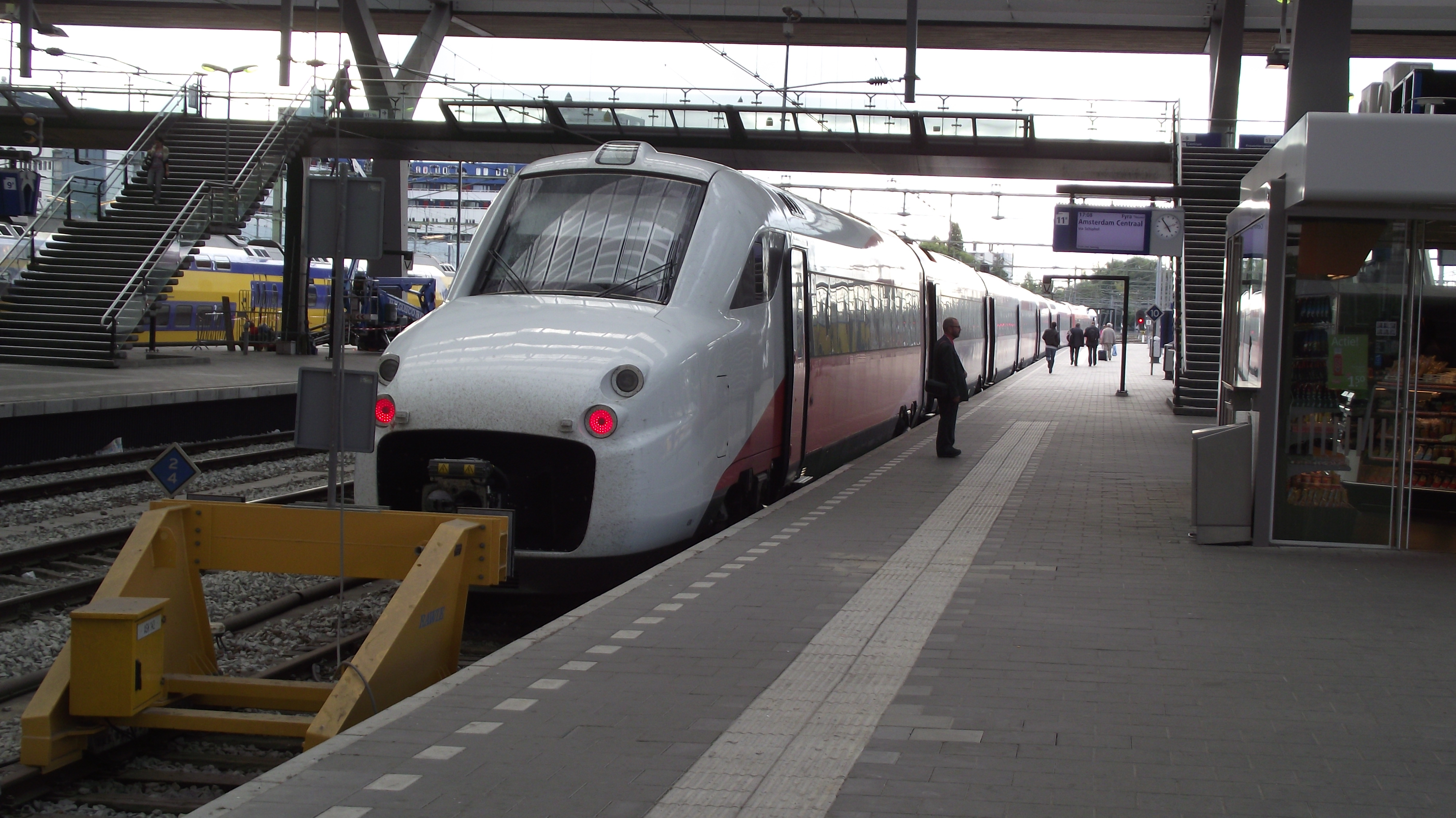
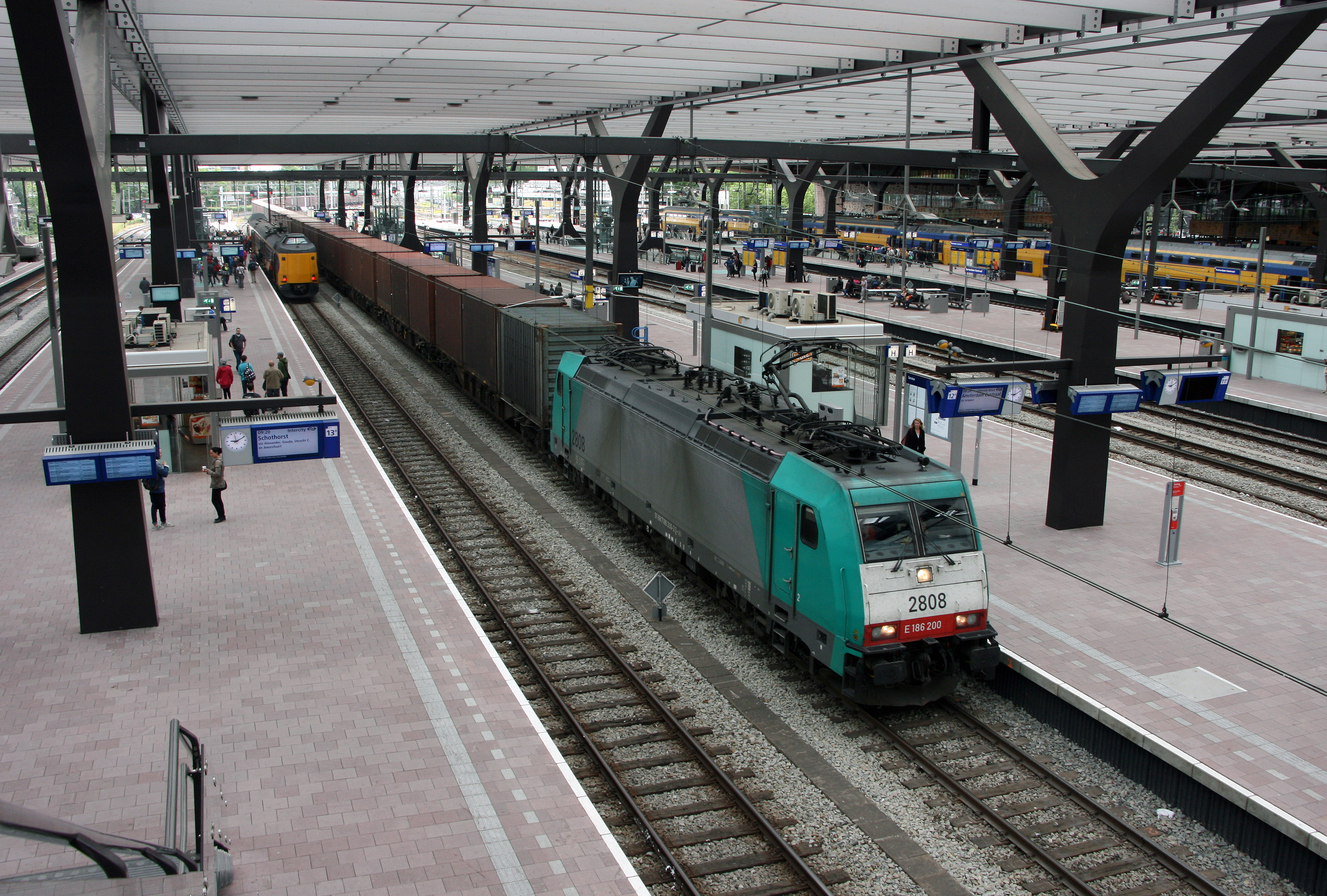
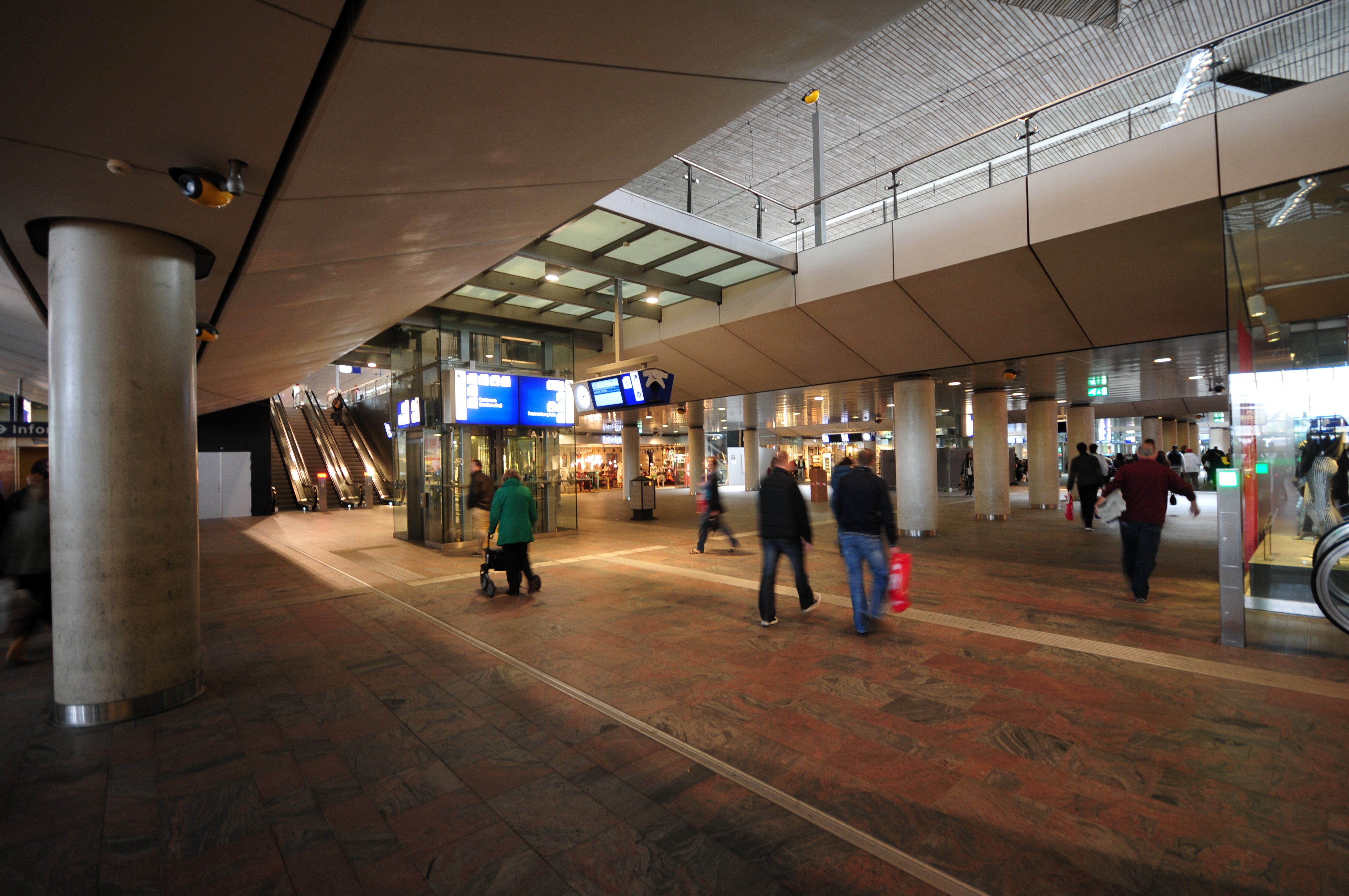